# Аїла Юссуф
Атанда Аїла Юссуф (англ. Atanda Ayila Yussuf; * 4 листопада 1984, передмістя Лагоса)  — нігерійський футболіст, півзахисник київського «Динамо» та збірної Нігерії.

## Біографія
Займатися футболом почав ще у шкільній команді, пізніше у ФК «Флеймінг» (Лагос). У Нігерії виступав за «Юніон Бенк», де у 43 матчах забив 4 голи. У липні 2003 року підписав контракт з київським «Динамо».
30 січня 2013 року на офіційному сайту турецького клубу «Ордуспор» було оголошено, що Аїла Юсуф став гравцем цієї команди на правах оренди з правом викупу.
Першу половину сезону 2014/2015 грав в оренді за «Металіст».

## Досягнення
- Чемпіон України: 2003, 2007, 2009
- Володар Кубка України: 2003, 2005, 2006, 2007.
- Володар Суперкубка України: 2004, 2006, 2007, 2009
- Бронзовий призер Кубка африканських націй: 2006, 2010